# Martín Sebastián Aguirre
Martín Sebastián Aguirre (Bahía Blanca, 14 de septiembre de 1981) es un exfutbolista argentino. Jugaba como mediocampista.

## Trayectoria
Debutó en 1998 en el  Club Bella Vista, de Bahía Blanca, que disputaba la Liga del Sur, lugar de donde salieron grandes jugadores como Rodrigo Palacio y Alfio Basile.
En la Liga del Sur, jugó más de 120 partidos en primera convirtiendo cerca de 30 goles. En 2001, el equipo consiguió el pasaporte para jugar en el Torneo Argentino B, en este torneo Martín disputó 10 encuentros logrando 4 goles. En 2006 es transferido a Santamarina de Tandil. Fue transferido a Villa Mitre, que jugaba en la Primera B Nacional jugando varios partidos hasta que en el mercado de pases del 2007 es transferido al Godoy Cruz de la Primera B Nacional. En 2008 el club asciende a la Primera División. Para el Torneo Apertura 2010 el Olimpo lo ficha a préstamo por un año, en este club daría su mejor actuación.

### River Plate
En julio de 2011 Aguirre se convirtió en jugador de River Plate. Su primer gol lo convirtió en la victoria ante Independiente Rivadavia por 3-1 por la segunda fecha de la Primera B Nacional. Su segundo gol lo marcó en la goleada sobre Atlanta por 7-1. Volvió a anotar con un doblete frente a Huracán. Su quinto gol fue en la victoria de su equipo por 2-0 ante Sportivo Belgrano por los 16vos de final de la Copa Argentina 2011-12. El primer gol en Primera División lo marcó justamente ante su exequipo, Godoy Cruz, en la victoria por 5-0 por la décima fecha del Torneo Inicial 2012. Luego en el Superclásico frente a Boca Juniors sufrió la rotura de ligamentos de la rodilla izquierda que lo obligó a ser operado y alejarse un largo tiempo de las canchas.
Aguirré volvió a jugar profesionalmente tras más de un año frente a Racing Club, en lo que sería una derrota 0-1 de su equipo correspondiente a la decimoséptima fecha del Torneo Inicial 2013. Sin embargo, los recurrentes problemas físicos en la rodilla le impidieron jugar por los siguientes tres años. Recién pudo volver a sumar minutos el 3 de junio de 2015 en el encuentro por Copa Argentina ante Liniers de Bahía Blanca.
Asediado por las lesiones en el último tramo de su carrera, Aguirre anunció en julio de 2015 su retiro del fútbol profesional a los 33 años.

## Estadísticas

### Clubes
- Actualizado hasta el 4 de junio de 2015.

| Club | Div.                | Temporada           | Liga  | Liga  | Liga   | Copas Nacionales (1) | Copas Nacionales (1) | Copas Nacionales (1) | Copas Internacionales (2) | Copas Internacionales (2) | Copas Internacionales (2) | Total | Total | Total  |
| Club | Div.                | Temporada           | Part. | Goles | Asist. | Part.                | Goles                | Asist.               | Part.                     | Goles                     | Asist.                    | Part. | Goles | Asist. |
| --- | ------------------- | ------------------- | ----- | ----- | ------ | -------------------- | -------------------- | -------------------- | ------------------------- | ------------------------- | ------------------------- | ----- | ----- | ------ |
| Bella Vista Argentina |                     |                     |       |       |        |                      |                      |                      |                           |                           |                           |       |       |        |
| 4.ª | 1998-99             | 1                   | 0     | 0     | -      | -                    | -                    | -                    | -                         | -                         | 1                         | 0     | 0     |        |
| 4.ª | 1999-00             | ?                   | ?     | 0     | -      | -                    | -                    | -                    | -                         | -                         | ?                         | ?     | 0     |        |
| 4.ª | 2000-01             | ?                   | ?     | 0     | -      | -                    | -                    | -                    | -                         | -                         | ?                         | ?     | 0     |        |
| 4.ª | 2001-02             | ?                   | ?     | 0     | -      | -                    | -                    | -                    | -                         | -                         | ?                         | ?     | 0     |        |
| 4.ª | 2002-03             | ?                   | ?     | 0     | -      | -                    | -                    | -                    | -                         | -                         | ?                         | ?     | 0     |        |
| 4.ª | 2003-04             | ?                   | ?     | 0     | -      | -                    | -                    | -                    | -                         | -                         | ?                         | ?     | 0     |        |
| 4.ª | 2004-05             | ?                   | ?     | 0     | -      | -                    | -                    | -                    | -                         | -                         | ?                         | ?     | 0     |        |
| Total | Total               | 19                  | 2     | 0     | -      | -                    | -                    | -                    | -                         | -                         | 19                        | 2     | 0     |        |
| Santamarina de Tandil Argentina                                                                                           |                     |                     |       |       |        |                      |                      |                      |                           |                           |                           |       |       |        |
| 4.ª | 2005-06             | 24                  | 5     | 3     | -      | -                    | -                    | -                    | -                         | -                         | 24                        | 5     | 3     |        |
| Total | Total               | 24                  | 5     | 3     | -      | -                    | -                    | -                    | -                         | -                         | 24                        | 5     | 3     |        |
| Villa Mitre Argentina |                     |                     |       |       |        |                      |                      |                      |                           |                           |                           |       |       |        |
| 2.ª | 2006-07             | 18                  | 3     | 0     | -      | -                    | -                    | -                    | -                         | -                         | 18                        | 3     | 0     |        |
| Total | Total               | 18                  | 3     | 0     | -      | -                    | -                    | -                    | -                         | -                         | 18                        | 3     | 0     |        |
| Godoy Cruz Argentina |                     |                     |       |       |        |                      |                      |                      |                           |                           |                           |       |       |        |
| 1.ª | 2007-08             | 12                  | 3     | 0     | -      | -                    | -                    | -                    | -                         | -                         | 12                        | 3     | 0     |        |
| 1.ª | 2008-09             | 30                  | 5     | 1     | -      | -                    | -                    | -                    | -                         | -                         | 30                        | 5     | 1     |        |
| 1.ª | 2009-10             | 17                  | 0     | 1     | -      | -                    | -                    | -                    | -                         | -                         | 17                        | 0     | 1     |        |
| Total | Total               | 59                  | 8     | 2     | -      | -                    | -                    | -                    | -                         | -                         | 59                        | 8     | 2     |        |
| Olimpo (préstamo) Argentina                                                                                               |                     |                     |       |       |        |                      |                      |                      |                           |                           |                           |       |       |        |
| 1.ª | 2010-11             | 22                  | 2     | 1     | -      | -                    | -                    | -                    | -                         | -                         | 22                        | 2     | 1     |        |
| Total | Total               | 22                  | 2     | 1     | -      | -                    | -                    | -                    | -                         | -                         | 22                        | 2     | 1     |        |
| River Plate Argentina |                     |                     |       |       |        |                      |                      |                      |                           |                           |                           |       |       |        |
| 2.ª | 2011-12             | 30                  | 4     | 0     | 4      | 1                    | 0                    | -                    | -                         | -                         | 34                        | 5     | 0     |        |
| 1.ª | 2012-13             | 9                   | 1     | 0     | 0      | 0                    | 0                    | -                    | -                         | -                         | 9                         | 1     | 0     |        |
| 1.ª | 2013-14             | 2                   | 0     | 0     | 0      | 0                    | 0                    | 0                    | 0                         | 0                         | 2                         | 0     | 0     |        |
| 1.ª | 2014                | 0                   | 0     | 0     | 0      | 0                    | 0                    | 0                    | 0                         | 0                         | 0                         | 0     | 0     |        |
| 1.ª | 2015                | 0                   | 0     | 0     | 1      | 0                    | 0                    | 0                    | 0                         | 0                         | 1                         | 0     | 0     |        |
| Total | Total               | 41                  | 5     | 0     | 5      | 1                    | 0                    | 0                    | 0                         | 0                         | 48                        | 6     | 0     |        |
| Total en su carrera | Total en su carrera | Total en su carrera | 183   | 25    | 6      | 5                    | 1                    | 0                    | 0                         | 0                         | 0                         | 188   | 26    | 6      |
| (1) Las copas nacionales se refiere a la Copa Argentina. (2) Las copas internacionales se refiere a la Copa Sudamericana. |                     |                     |       |       |        |                      |                      |                      |                           |                           |                           |       |       |        |

## Palmarés

### Campeonatos nacionales
| Título             | Club        | País      | Año     |
| ------------------ | ----------- | --------- | ------- |
| Torneo Argentino B | Santamarina | Argentina | 2005/06 |
| Primera B Nacional | River Plate | Argentina | 2011/12 |
| Primera División   | River Plate | Argentina | F-2014  |
| Copa Campeonato    | River Plate | Argentina | 2014    |

### Campeonatos internacionales
| Título            | Club        | Sede         | Año  |
| ----------------- | ----------- | ------------ | ---- |
| Copa Sudamericana | River Plate | Buenos Aires | 2014 |

### Otros torneos
| Título                        | Club        | País      | Año  |
| ----------------------------- | ----------- | --------- | ---- |
| Cuadrangular Ciudad de Tandil | Godoy Cruz  | Argentina | 2009 |
| Copa Banco Ciudad             | River Plate | Argentina | 2011 |
| Copa Ciudad de Mar del Plata  | River Plate | Argentina | 2012 |
| Copa Ciudad de Campana        | River Plate | Argentina | 2013 |
| Copa BBVA Francés             | River Plate | Argentina | 2013 |
| Copa Miguel Ragone            | River Plate | Argentina | 2013 |
| Copa Desafío de Invierno      | River Plate | Argentina | 2013 |
| Copa BBVA Francés             | River Plate | Argentina | 2014 |
| Copa Dr. Luis B. Nofal        | River Plate | Argentina | 2014 |
| Copa Ciudad de La Punta       | River Plate | Argentina | 2014 |
| Copa de Oro                   | River Plate | Argentina | 2014 |
| Copa BBVA Francés             | River Plate | México    | 2014 |
| Supercopa Euroamericana       | River Plate | Argentina | 2015 |
| Copa de Oro                   | River Plate | Argentina | 2015 |